# Zwarte fiskaal
De zwarte fiskaal (Laniarius leucorhynchus) is een zangvogel uit de familie Malaconotidae (bosklauwieren).

## Verspreiding en leefgebied
Deze soort komt voor van Sierra Leone tot Ghana en van Kameroen tot Oeganda en noordelijk Angola.

## Status
De grootte van de populatie is niet gekwantificeerd maar de soort wordt omschreven als schaars tot zeldzaam. Op de Rode lijst van de IUCN heeft deze soort de status niet bedreigd.